# NGC 1112
NGC 1112 is een balkspiraalstelsel in het sterrenbeeld Ram. Het hemelobject werd op 2 december 1863 ontdekt door de Duitse astronoom Albert Marth.

## Synoniemen
- IC 1852
- PGC 10660
- UGC 2293
- MCG 2-8-11
- ZWG 440.15
- IRAS02462+1301